# Uranotaenia cachani
Uranotaenia cachani är en tvåvingeart som först beskrevs av Doucet 1950.  Uranotaenia cachani ingår i släktet Uranotaenia och familjen stickmyggor.
Artens utbredningsområde är Madagaskar. Inga underarter finns listade i Catalogue of Life.